# Henry T. Wycis
Henry T. Wycis (* 1911 in Bayonne (New Jersey); † 30. Juni 1972 in Philadelphia) war ein US-amerikanischer Neurochirurg. Er war Professor an der Temple University.
Wycis studierte am Grove City College in Pennsylvania mit dem Bachelor-Abschluss und Medizin an der Temple University Medical School mit dem Abschluss 1938 als Valedictorian. Sein Studium finanzierte er sich durch halbprofessionelles Baseball-Spiel und Pokern. Nach dem Studium absolvierte er an der Temple University eine Ausbildung als Neurochirurg. Zu seinen Lehrern gehörte auch der Neurologe Ernest A. Spiegel. Mit ihm entwickelte er die Stereotaktische Hirnoperation (Stereoencephalotomie) und beide veröffentlichten darüber 1947 in Science.
Im selben Jahr fand die erste Operation an einem Patienten statt, der an Chorea Huntington litt. Die Operation war erfolgreich.  Die dazu nötige dreidimensionale Karte des Gehirns wurde zuvor am Labor von Spiegel entwickelt und ebenso die stereotaktische Apparatur, aufbauend an den entsprechenden Untersuchungen von Horsley und Clarke an Tieren mit einem zugehörigen stereotaktischen Apparat vierzig Jahre zuvor.  Im Gegensatz zu Horsley und Clarke benutzten sie auch interne Orientierungspunkte im Gehirn und nicht nur äußere. Sie konnten durch Röntgentechniken für jeden Patienten individuell festgelegt werden.
Ursprünglich wurde die Technik in der Psychochirurgie angewandt, dann auch bei Mesencephalotomie für die Schmerzbehandlung, Pallidotomie (Ausschalten eines Teils des Globus pallidus medialis) und andere Operationen bei Bewegungsstörungen (zum Beispiel bei Parkinson) und Behandlung der Epilepsie, sowie bei Trigeminusneuralgie und Phantomschmerzen, zystischen Tumoren und Entfernung von Flüssigkeiten aus pathologischen Hohlräumen. Unter anderem versuchten sie auch lange den optimalen Ort im Gehirn zu finden, bei der sie bei einer chirurgischen Behandlung des Tremors ansetzen konnten (wie bei der Parkinson-Krankheit). Zuletzt arbeitete er an neurologischen Techniken bei der Therapie der Multiplen Sklerose. Außerdem führte er klinische Studien für die Therapie von Parkinson mit L-Dopa durch.
Mit Spiegel organisierte er 1958 die erste internationale Konferenz über stereotaktische Hirnchirurgie und beide veröffentlichten ein Lehrbuch darüber.
Er arbeitete freiwillig jedes Jahr im Juli in den Grenfeld Mission Hospitals in Neufundland als Arzt und Chirurg. 1969 verließ er die Temple University und ging an das St. Luke’s Hospital und Children Medical Center in Philadelphia, wo er die Neurologie leitete.
Er war passionierter Fliegenfischer, reiste viel und weltweit, war leidenschaftlicher Briefmarkensammler und für eine Neigung zu Streichen bekannt. Er heiratete Cecelia Machesney und hatte zwei Töchter.
Wycis war korrespondierendes Mitglied der deutschen, französischen und skandinavischen neurologischen Gesellschaften.